# (35359) 1997 SO33
1997 SO33 (asteroide 35359) é um asteroide da cintura principal. Possui uma excentricidade de 0.11674850 e uma inclinação de 3.56324º.
Este asteroide foi descoberto no dia 26 de setembro de 1997 por Beijing Schmidt CCD Asteroid Program em Xinglong.